# Радзюце
Радзюце (пол. Radziucie) — село в Польщі, у гміні Сейни Сейненського повіту Підляського воєводства.
Населення — 134 особи (2011).
У 1975-1998 роках село належало до Сувальського воєводства.

## Демографія
Демографічна структура станом на 31 березня 2011 року:
|          | Загалом | Допрацездатний вік | Працездатний вік | Постпрацездатний вік |
| -------- | ------- | ------------------ | ---------------- | -------------------- |
| Чоловіки | 73      | 15                 | 45               | 13                   |
| Жінки    | 61      | 15                 | 32               | 14                   |
| Разом    | 134     | 30                 | 77               | 27                   |